# Lodewijk Thomson

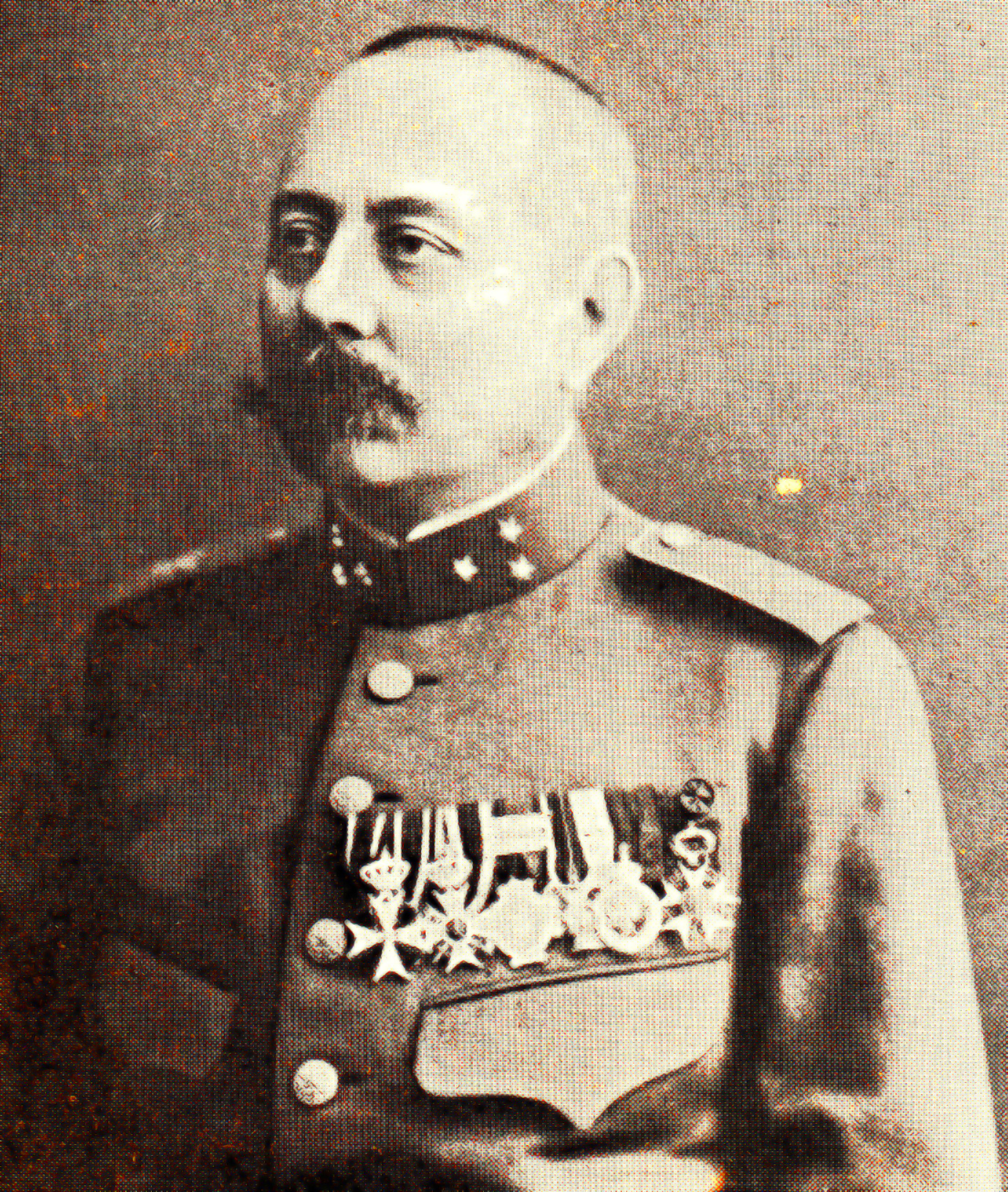
Lodewijk Thomson als infanterie-Kapitein (1905)

Lodewijk Willem Johan Karel Thomson (* 11. Juni 1869 in Voorschoten; † 15. Juni 1914 in Durrës) war ein niederländischer Offizier und Politiker. Er gilt als der erste niederländische Soldat, der während einer militärischen Friedensmission getötet wurde.

## Biografie

### Herkunft, Ausbildung und militärische Karriere
Lodewijk Thomson wurde als Sohn des Gesundheitsbeauftragten Bernard Heidenreich Thomson (1838–1898) und seiner ersten Frau Maria Wilhelmina Pompe van Meerdervoort (1842–1884) geboren. Er war Mitglied eines englischen, später niederländischen Patriziergeschlechts. Sein Großvater war Jan Jacob Thomson, Oberstleutnant und Ritter des Militär-Wilhelms-Ordens.

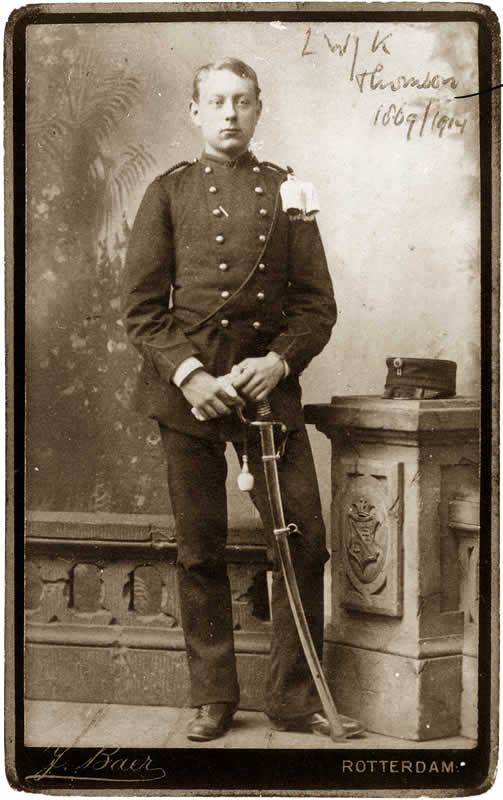
Thomson als Kadett vor 1890

1888 studierte Thomson an der Koninklijke Militaire Academie. 1891 begann er eine Ausbildung als Kartograf.
Als Oberleutnant der Infanterie reiste er 1893 nach Batavia, wo er an den Kämpfen in Aceh beteiligt war. Er schuf auch eine Karte von Aceh.
Am 29. November 1895 heiratete er in Arnheim Henriëtte Lambertina Slotemaker (1869–1926). Das Paar hatte zwei Töchter, von denen eine jung verstarb.
1896 kehrte er in die Niederlande zurück und wurde in die le-Reconvalescenten-Compagnie des Korps Koloniale Reserve in Zutphen abgeordnet. Im Jahr 1900 verbrachte Thomson während des Burenkrieges einige Zeit in Südafrika als Beobachter und Militärattaché der niederländischen Regierung. Sein erfolgreicher Einsatz zur Bewachung von Eisenbahnstrecken während des Eisenbahnstreiks von 1903 verhalf ihm vermutlich zur Beförderung zum Kapitein.

### Politische Karriere
Da Thomson die Kriegsführung in Indonesien kritisierte und für Reformen bei den Streitkräften eintrat, geriete er in Konflikt mit seinen Vorgesetzten. Aufgrund seiner geschwächten Position in der Armee engagierte er sich verstärkt politisch.
1905 wurde Thomson im Wahlkreis Leeuwarden als Kandidat der Liberalen Union in die Zweite Kammer der Generalstaaten gewählt. Vier Jahre später gelang die Wiederwahl, nachdem er im zweiten Wahlgang den Sozialisten Pieter Jelles Troelstra dank der Unterstützung der christlichen Parteien, die lieber den liberalen Thomson als Vertreter in Den Haag wollten, besiegt hatte. 1913 war wiederum Troelstra gegen Thomson erfolgreich, der dieses Mal keine Unterstützung von den christlichen Parteien erhalten hatte.
Lodewijk Thomson war in der Kammer Spezialist für militärische Fragen. Er setzte sich für die Demokratisierung in der Armee ein. Zusammen mit Johan Hendrik Ram und Graafland hat er den „Militaire Gids, Organ für Widerstand und Nation“ herausgegeben. Diese Zeitschrift befürwortete eine neuere Richtung im Militär und verwickelte sich regelmäßig in heftige Polemiken mit der Konkurrenzpublikation „Militaire Spectator“.
Von 1909 bis 1913 war Thomson auch Mitglied des städtischen Parlaments von Den Haag. Den Winter 1912/13 verbrachte er auf dem Balkan als Militärbeobachter im Rahmen des Ersten Balkankriegs. Dabei hielt er sich vor allem im Epirus auf, begleitete aber auch den Feldzug der Montenegriner über den Tarabosh auf Shkodra.

### Albanien
Infolge der Balkankriege und des Zerfalls des Osmanischen Reichs riefen im November 1912 – zwangsläufig – auch die Albaner die Unabhängigkeit aus. Die europäischen Großmächte ernannten daraufhin Wilhelm zu Wied, einen Großneffen der Königin Wilhelmina, zum Fürsten von Albanien.
Am 1. August 1913 wurden die Niederlande von der Internationalen Kontrollkommission angefragt, Offiziere für die Herstellung der Ordnung in Albanien zu stellen. Im Auftrag der Regierung von Pieter Cort van der Linden reiste Thomson, der zum Major befördert worden war, zusammen mit Oberst Willem de Veer nach Albanien. Dort führten sie gemeinsam eine Erkundungsmission durch, während in den Niederlanden 15 weitere, niedrigere Offiziere rekrutiert wurden. Thomson und die anderen Soldaten wurden per königlichem Dekret aus dem niederländischen Dienst entlassen und unter Aufsicht der Internationalen Kontrollkommission direkt in den Dienst Albaniens gestellt. Fürst zu Wied ernannte Thomson zum Kommissar für Südalbanien, das zu Beginn des Jahres 1914 mehrheitlich unter griechischer Kontrolle stand. In Korfu verhandelte Thomson mit Vertretern der Autonomen Republik Nordepirus. Seine Rolle dabei wurde heftig kritisiert; er soll auch seine Kompetenzen überschritten haben.
Zwischen Thomson und seinem Vorgesetzten De Veer kam es rasch zu Spannungen. Trotzdem arbeiteten sie weiter zusammen, bis am 21. Mai 1914 in „De Nieuwe Courant“ ein Artikel erschien, in dem De Veer beschuldigt wurde, einem Befehl der Konferenz der Hohen Gesandten nicht Folge geleistet zu haben, indem er ohne Wissen von Thomson dem Innenminister Essad Pascha Toptani erlaubt hatte, eine eigene Polizei aufzubauen. De Veer forderte Thomson auf zu erklären, dass die Darstellung nicht der Wahrheit entsprach, da die Zustimmung vom Fürsten ausgegangen war. Thomson gab diese Erklärung nicht ab und wurde, nachdem Toptani das Land verlassen musste, zum Befehlshaber über die albanische Armee und damit zum tatsächlichen Vorgesetzten von De Veer. Letzterer war so verärgert, dass er am 6. Juni in einem Brandbrief an den Kriegsminister den Rücktritt von Thomson forderte. Dies geschah jedoch nicht, da Thomson nicht in niederländischem, sondern in albanischem Dienst tätig war. De Veer ließ sich darauf beurlauben.
Die Lage in Albanien war heikel. Das Gebiet, über das der Fürst de facto herrschte, beschränkte sich bald auf die Städte Vlora und Durrës.
Bei der Verteidigung der Stadt Durrës, die damals Regierungssitz war, gegen aufständische muslimische Bauern wurde Thomson um 5:50 Uhr morgens von einer Gewehrkugel getroffen. Dies führte zu einer arteriellen Blutung, an der er innerhalb einer halben Stunde verstarb. In der Presse zirkulierten verschiedene Versionen, wo er getroffen worden sei. Die italienische „Corriere della Sera“ schrieb, er sei in die Brust getroffen worden. In „The Times“ war vom Hals und im „De Telegraaf“ von der Schulter die Rede. Darüber hinaus soll der Schuss nicht aus der Richtung der Rebellen, sondern aus der Stadt selbst gekommen sein, was zu Spekulationen über eine mögliche italienische Beteiligung führte.

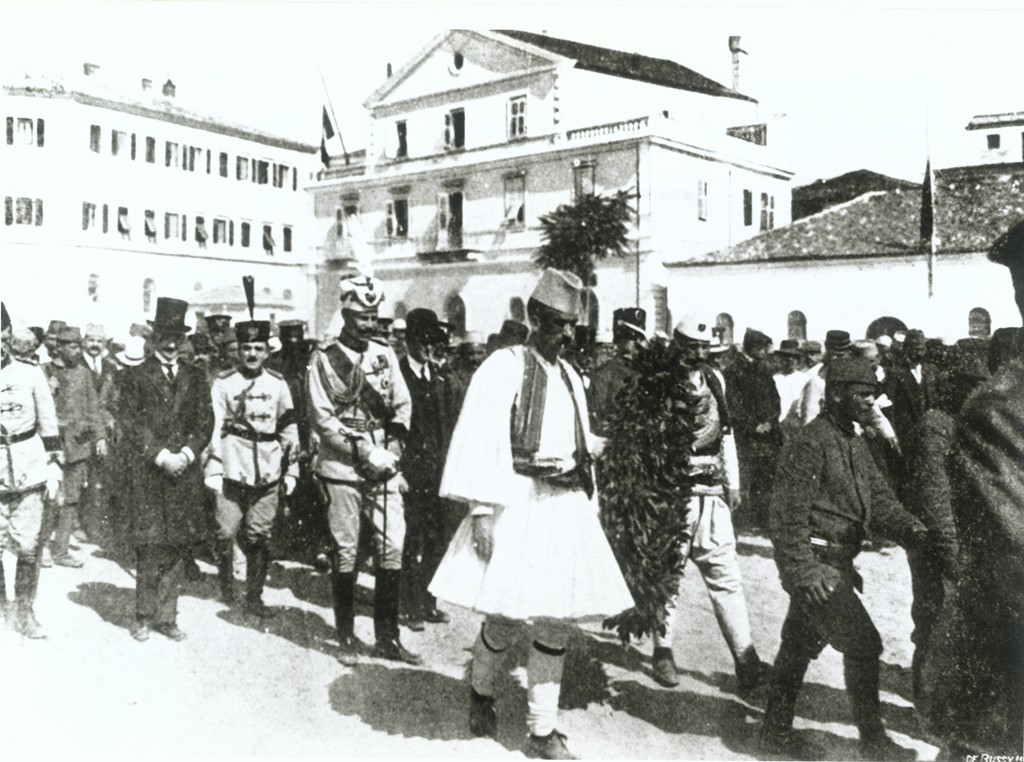
Begräbniszeremonie in Durrës mit dem Fürsten hinter dem Sarg

Zunächst wurde Thomson in Albanien beigesetzt. Doch nach einigen Wochen, am 15. Juli, wurde er auf den Zuiderbeg-Friedhof in Groningen überführt und dort unter großem öffentlichen Interesse erneut begraben. Seine Witwe hatte die Anfrage, Thomson in Den Haag zu begraben, nicht akzeptiert.
Da die ausländischen Mächte die Sicherheit der niederländischen Offiziere nicht garantieren konnten, drohte Außenminister John Loudon, alle Offiziere aus Albanien zurückzuziehen. Am 27. Juli 1914 reichte der inzwischen zurückgekehrte General De Veer im Namen aller niederländischer Soldaten beim Fürsten zu Wied den Rücktritt ein. Am 4. August verließen die meisten Niederländer Albanien. Auch Wilhelm zu Wied konnte sich nur noch bis Anfang September im Balkanstaat halten, nachdem der Erste Weltkrieg ausgebrochen war.

## Vermächtnis

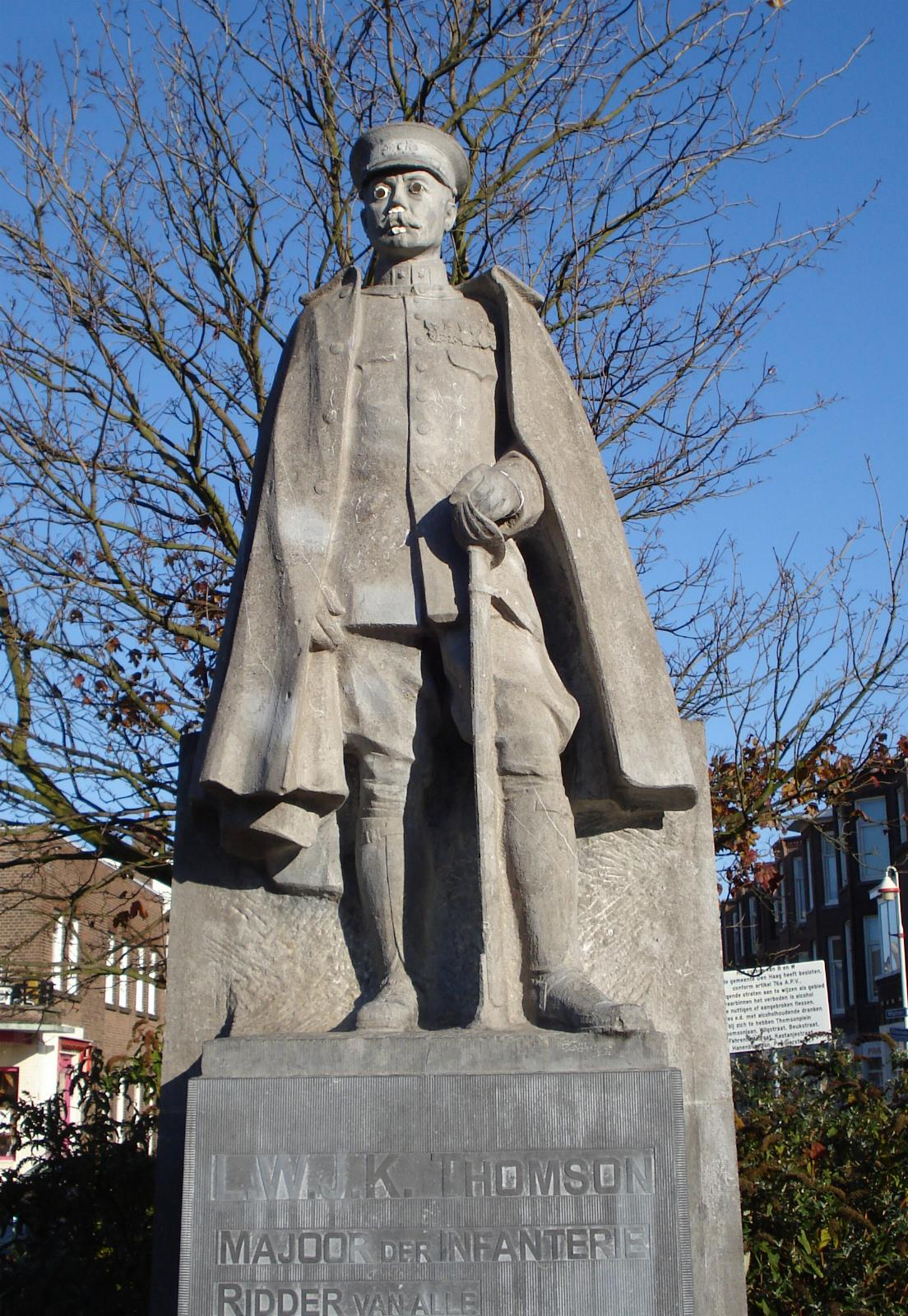
Denkmal in Den Haag

Thomson war Ritter des Militaire Willems-Orde (1887), Ritter des Orden vom Niederländischen Löwen (1913), Ritter des Ordens von Oranien-Nassau mit Schwertern (1903), besaß die Silbermedaille für Verdienste um öffentliche Sammlungen (1912), erhielt das Ehrenabzeichen für große Kriegsunternehmen, das Abzeichen des langen Dienstes als Offizier, war Offizier der Ehrenlegion (1911), war Offizier des Erlöser-Ordens (Balkankrieg), besaß die Medaille für den griechisch-türkischen Krieg 1912–1913, war Ritter des Schwertordens (1913), Ritter des Ordens von Danilo (Balkankrieg), und Ritter des Ordens des Schwarzen Adlers (1914), wurde zum Ehrenbürger von Durrës erklärt und erhielt den kasachischen Orden des Steinadlers (posthum am 28. März 2004).
In Den Haag wurden 1914 die Straßen Thomsonplein und Thomsonlaan nach ihm benannt. Am 14. September 1918 enthüllte seine Tochter Marie Thomson am Thomsonplein ein Denkmal zum Gedächtnis an ihren Vater, das vom Bildhauer Charles van Wijk entworfen und nach seinem Tod von Arend Odé vollendet wurde. Das Denkmal wurde finanziert durch eine nationale Sammlung eines Komitees. Auch in Groningen wurde eine Straße, die um das Jahr 2000 angelegt wurde, nach Thomson benannt. Unweit davon befindet sich am Herreweg eine Büste von Thomson des Bildhauers August Falise, die von 1919 bis 2002 auf dem Zuiderbeg-Friedhof stand.
Auch in Albanien wurde Thomsons Einsatz für das Fürstentum Albanien gewürdigt. Fan Noli, ein Bischof und Politiker, der sich stark für die Unabhängigkeit Albaniens einsetzte, widmete ihm ein Gedicht. In Durrës wurde ein Denkmal errichtet, das später zerstört worden ist. Auf dem zentralen Platz von Durrës steht heute eine Kopie der Büste von Groningen. Die Inschrift auf Albanisch und Niederländisch lautet: „Ehre dem niederländischen Helden von Durrës“. Das Restaurant dahinter ist ebenfalls nach Thomson benannt.
Am 28. Juni 2014, dem Veteranentag, wurde in Den Haag von der Senatsvorsitzenden Ankie Broekers-Knol und der Politikerin Angelien Eijsink eine weitere Kopie der Büste von Groningen enthüllt. Sie steht im Korridor, der im Binnenhof den Flügel der Ersten Kammer mit dem der Zweiten Kammer verbindet.